# Olga Danílova
Olga Danílova (en rus: Ольга Данилова) (Bugulmà, Unió Soviètica 1970) és una esquiadora de fons russa, ja retirada, que va destacar en la dècada del 1990.

## Biografia
Va néixer el 10 de juny de 1970 a la ciutat de Bugulmà, població situada a la República de Tatarstan, que en aquells moments formava part de la Unió Soviètica i que avui en dia forma part de la Federació Russa.

## Carrera esportiva
Va participar en els Jocs Olímpics d'Hivern de 1992 realitzats a Albertville (França), on sota representació de l'Equip Unificat, fou sisena en la prova dels 5 km, onzena en la persecució 5/10 km i vintena en els 30 quilòmetres. El 1994 no participà en els Jocs Olímpics d'Hivern de 1994 realitzats a Lillehammer (Noruega), però en els Jocs Olímpics d'Hivern de 1998 realitzats a Nagano (Japó) aconseguir guanyar tres medalles olímpiques: la medalla d'or en les proves dels 15 km i relleus 4x5 km i la medalla de plata en la prova de 5/10 km. persecució, a més de finalitzar cinquena en els 5 km i tretzena en els 30 quilòmetres.
En els Jocs Olímpics d'Hivern de 2002 realitzats a Salt Lake City (Estats Units) aconseguí guanyar la medalla d'or en la prova de persecució 5/5 km i la medalla de plata en els 10 quilòmetres clàssics. Posteriorment, però, fou desqualificada d'aquestes medalles per donar positiu per dopatge (juntament amb la russa Larissa Lazútina i l'espanyol Johann Mühlegg) per ús de darbepoetina, una substància que fa incrementar la presència de globuls vermells a la sang. Estudis posteriors determinaresn que el test per dopatge foren falsos o modificats, si bé el Comitè Olímpic Internacional (COI) no retornà les medalles retirades i fou sancionada amb dos anys d'inhabilitació.
Al llarg de la seva carrera Danílova guanyà onze medalles en el Campionat del Món d'esquí nòrdic, incloent quatre medalles d'or (4 x 5 km: 1995, 1997, 1999, 2001), quatre medalles de plata (5 km: 1999; 10 km: 2001; 15 km: 2001; 30 km: 1999) i tres medalles de bronzes (persecució 5/10 km.: 1995; 5 km: 1997; persecució 5/5 km.: 2001).